# Jean-Jacques Levallois
Jean-Jacques Levallois (* 26. Juni 1911; † 31. August 2001) war ein französischer Geodät und langjähriger Generalsekretär der International Association of Geodesy (IAG). Er hat sich besonders um die genaue Geoidbestimmung in Europa verdient gemacht.

## Leben
Levallois studierte zwischen 1931 und 1934 an der École polytechnique in Paris. Nach dem Abschluss ging er zum Militär und begann 1937 beim Service Géographique de l’Armée (SGA) und besuchte Geodäsie- und Astronomiekurse von Georges Laclavère und Pierre Tardi. Als das SGA 1940 zum zivilen Institut national de l’information géographique et forestière wurde, wechselte Levallois an das Institut in den Bereich Geodäsie. 1962 wurde er zum Direktor für Geodäsie am IGN ernannt. Er unterrichtete an der École nationale des sciences géographiques, dem IGN, der École supérieure des géomètres et topographes, der École nationale du génie rural und dem Conservatoire national des arts et métiers.
Von 1960 bis 1975 fungierte er als Generalsekretär der International Association of Geodesy. Seit 1979 verleiht die IAG die Levallois-Medaille als Ehrung für diese Tätigkeit. Er war korrespondierendes Mitglied der Académie des sciences und des Bureau des Longitudes.

## Auszeichnungen
- Croix de guerre[1]
- Ordre des Palmes Académiques[1]
- Großoffizier der Ehrenlegion[1]

## Veröffentlichungen (Auswahl)
Die bekannteste seiner etwa 150 Publikationen ist das Lehrbuch Géodésie générale, das bis 1972 in 3 Sprachen übersetzt wurde.
- Géodésie générale. : Géodésie classique bidimensionnelle. Collection Scientifique de L'Institut Géographique National, Editions Eyrolles, 1969 (11 Auflagen)
- Topométrie générale. Cours professé aux élèves de l'Institut de topométrie du Conservatoire des arts et métiers. 7 Auflagen 1954–60
- Mesurer la terre. 300 ans de géodésie française : de la toise du Châtelet au satellite, 1988
- Max Kneissl: J.J.Levallois, Ehrendoktor der Technischen Hochschule München. DGK Reihe E, Band 7, München 1968.